# Организованная преступность в России
Организо́ванная престу́пность в Росси́и — форма преступности, появившаяся в СССР в 1960-х годах, представленная организованными преступными формированиями, совершающими в основном корыстные и корыстно-насильственные преступления, ведущими теневую и легальную экономическую деятельность, имеющими коррупционные связи в органах власти.
На Западе под названием «русская мафия» («красная мафия») могут подразумеваться любые преступные организации, как собственно российские, так и происходящие из других государств постсоветского пространства или из иммиграционной среды в дальнем зарубежье. В частности, как указывается одним из ведущих исследователей русской организованной преступности В. С. Овчинским и другими исследователями, термин «русская мафия» изначально появился применительно к преступным формированиям, возникшим в период с 1970-х до начала 1990-х годов в среде евреев, эмигрировавших из СССР, и позже — из бывших советских республик, и продолжает применяться в этом значении в 2000-х.
В данной статье рассматривается деятельность собственно российских преступных формирований, состоящих из лиц, являющихся гражданами России или действующих преимущественно на территории России.

## Основные показатели зарегистрированной организованной преступности

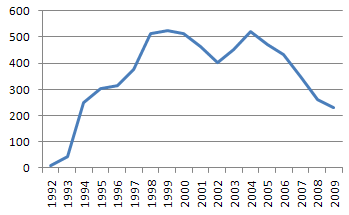
Число зарегистрированных преступлений в России по статье УК «бандитизм»

В современный период организованность преступности в России заметно увеличилась, организованная преступность вошла в жизнь большого числа граждан.
По данным МВД, в 2000 году в России действовало 130 особо опасных преступных сообществ, в которые входили 964 организованные группы с общей численностью участников более 7,5 тысяч человек; при этом в 2001 году правоохранительными органами было привлечено к ответственности 11,5 тысяч лидеров и активных участников организованных преступных групп.
Самым известным из них является сообщество «воры в законе», объединяющее лидеров уголовной среды, в основном ориентированных на совершение общеуголовных, а не экономических (коррупционных) преступлений: хищений, вымогательства, бандитизма и т. д.; существуют также сообщества, организованные по этническому и другим признакам.
Официальные показатели организованной преступности (см. таблицу) криминологами признаются значительно заниженными, что говорит о низкой эффективности работы правоохранительных органов по борьбе с данными видами преступлений.
| Преступление                       | Годы | Годы | Годы | Годы | Годы | Годы | Годы | Годы |
| Преступление                       | 1997 | 1998 | 1999 | 2000 | 2001 | 2002 | 2003 | 2004 |
| ---------------------------------- | ---- | ---- | ---- | ---- | ---- | ---- | ---- | ---- |
| Бандитизм                          | 374  | 513  | 523  | 513  | 465  | 404  | 454  | 522  |
| Организация преступного сообщества | 48   | 84   | 162  | 170  | 118  | 123  | 141  | 224  |

Организованная преступность в России контролирует «чёрный рынок» — часть теневой экономики, связанной с оборотом товаров и услуг, которые либо вообще не могут являться предметом легальной продажи (например, люди, сексуальные услуги и т. д.), либо ограничены в обороте (оружие и боеприпасы, наркотические средства). Организованная преступность активно осваивает новые виды преступной деятельности: торговлю людьми, органами и тканями для трансплантации, контрафактной продукцией, терроризм, незаконный оборот оружия, в том числе массового поражения, отмывание преступных доходов.
Территориально организованная преступность концентрируется в крупных городах, промышленных центрах, в особенности в южных регионах России.
Помимо этого российская организованная преступность приобретала транснациональный характер, становясь одним из звеньев мировой криминальной системы: она действует в 44 странах мира, заключая там с местными мафиозными структурами соглашения о совместных криминальных действиях в сфере торговли нефтепродуктами, отмывания денег, создания каналов нелегальной миграции, торговли людьми, контрабанды и наркобизнеса. Большинство российских преступных групп (примерно 65 %) имеет связи с преступными формированиями ближнего зарубежья, 18 % имеют связи в Германии, 12 % — в США и Польше, 3—5 % — в Швеции, Финляндии, Венгрии, Китае, Корее, Израиле, Болгарии и других странах.
Отмечается также, что на территории России действует множество преступных группировок из других стран: республик бывшего СССР, Вьетнама, Афганистана, Китая и так далее.

### Оценки структуры и динамики организованной преступности
Различные оценки числа организованных преступных группировок сходятся в одном: в 1990-х годах все статистические показатели, относящиеся к организованной преступности, заметно возросли. Тем не менее, исследователи отмечают, что ввиду недостаточности информации сложно сделать какие-то определённые выводы о действительном состоянии дел. Так, Фил Вильямс приводит пять возможных вариантов объяснения роста статистического показателя числа действующих преступных формирований:
- Этот показатель отражает действительное усиление криминализации российского общества, распространение сферы политического и экономического влияния организованных преступных формирований.
- Рост происходит за счёт распада крупных преступных группировок и появления большого числа мелких преступных формирований.
- Расширяются сами критерии и определения, связанные с организованной преступностью: в число организованных преступных формирований начинают включаться и группы, ранее не считавшиеся частью организованной преступности.
- Увеличение статистических показателей объясняется возросшей активностью и профессионализмом спецслужб, которые со временем всё более эффективно выявляют преступные формирования.
- Рост числа преступных формирований происходит за счёт небольших преступных формирований, аналогичных уличным бандам США, формирующихся по территориальному признаку, и не имеющих значимых коррупционных связей.

Ясно одно: организованная преступность в России не является монолитным образованием, она разделяется на группы по национально-этническим, территориальным и семейным признакам. Раздел сфер влияния может носить как «профессиональный», так и территориальный характер. Ф. Вильямс приводит такое описание криминальной специализации основных преступных группировок:

…солнцевская группировка владеет игорным бизнесом; казанская группировка занимается банковскими кредитами; чеченцы «держат» экспорт нефти, нефтепродуктов и цветных металлов, а также межбанковские операции и торговлю крадеными автомобилями; азербайджанцы занимаются торговлей наркотиками, азартными играми и мелкооптовой торговлей; армянские группировки заведуют угонами автомашин, мошенничеством и подкупом должностных лиц; грузины замешаны в хищениях, грабеже и захватах заложников с целью выкупа; сфера деятельности ингушской преступной группировки — золотые прииски, торговля драгоценными металлами и оружием, а за дагестанцами остаётся первенство в воровстве и насилии над женщинами.

Все эти многочисленные группировки ведут между собой борьбу, связанную с разделом сфер влияния и личными неприязненными отношениями. Противостояние происходит также между «старым» и «новым» поколением преступников, между славянскими и кавказскими преступными группировками.
Не существует и какой-либо единой основы, по которой строятся отношения внутри отдельных криминальных сообществ: «стержнем» преступного формирования может служить национальность, место рождения, профессиональная деятельность — так, многие преступные группировки создавались на базе спортивных организаций.
В целом следует признать, что российская организованная преступность не представляет собой единой силы, осуществляющей скоординированные усилия, однако ввиду общности средств и методов деятельности отдельных банд совокупный негативный эффект от их деятельности крайне велик.

## Оценки опасности российской организованной преступности
Многими исследователями, как российскими, так и зарубежными, предпринимаются попытки оценить опасность организованной преступности как для самого российского государства, так и для мирового правопорядка в целом. Основные положения данных подходов были обобщены Филом Вильямсом, который выделяет пессимистическую, оптимистическую и «беспристрастную» оценки.

### Пессимистическая оценка
Данный подход во многом представляет собой продолжение сложившегося в период «холодной войны» в консервативных кругах отношения к СССР и России как к угрозе: если раньше сторонники идеологии «красной опасности» говорили о «советской военной угрозе», то теперь они говорят об угрозе российской организованной преступности. Можно выделить следующие основные характеристики, характерные для работ, в которых высказывается данная позиция:
- Степень опасности криминальной деятельности российских преступных организаций называется крайне высокой. Например, Клэр Стерлинг, журналист и исследователь проблем, связанных с организованной преступностью, так описывает криминальную ситуацию в России в 1994 году:

Россия (сегодня) погружена в такой хаос и столь ослаблена, что очень немногие её граждане могут вести добропорядочный образ жизни и выжить. Хотя и не все люди, совершающие те или иные правонарушения, принадлежат к мафиозным кругам, мафия постоянно кружит среди них, подобно огромной хищной акуле, одних заставляя идти к себе в услужение, выкачивая деньги из других и запугивая недовольных. Ненасытная и практически неуязвимая, она проглатывает фабрики, кооперативы, частные предприятия, недвижимость, источники сырья, рынки валюты и драгоценных металлов. В 1991 году ей принадлежала четверть российской экономики, а в 1992 — уже одна треть или даже половина.
— Claire Sterling. Redfellas
- Тенденция к восприятию российской организованной преступности не как совокупности относительно разрозненных преступных организаций, а как некой единой «монолитной силы», возглавляемой бывшими сотрудниками КГБ и иных силовых ведомств, ненавидящими Запад и западный образ жизни, а также «ворами в законе» — «крёстными отцами» русской мафии.
- Делается вывод о большей опасности, изобретательности и беспощадности российских преступных организаций по сравнению с преступными сообществами других стран (колумбийских картелей, китайских триад, сицилийской мафии) ввиду имеющегося у преступников опыта противостояния тоталитарной политической системе.
- Предположения о возможной связи русской мафии с процессом утечки из России ядерных материалов и оружия.
- Восприятие установления российскими преступными организациями криминальных связей с организованными преступными формированиями других стран как процессов создания некоего «мафиозного мира».
- Наконец, делается вывод о крайней опасности процессов становления преступности для наметившейся демократизации российского общества и их способности привести к становлению нового националистического или тоталитарного режима, вплоть до превращения России в «криминальную сверхдержаву».

В целом именно это направление является доминирующим: подавляющее большинство авторов уверено в том, что российская организованная преступность опасна как для самой России, так и для всего мирового сообщества, хотя отдельные оценки опасности и могут варьироваться.

### Оптимистическая оценка
Сторонники мягких оценок в отношении организованной преступности приводят в защиту своей позиции следующие основные аргументы:
- Организованная преступность в современной России выполняет позитивные социально-экономические функции, предоставляя альтернативу неэффективно работающим государственным институтам, призванным обеспечивать выполнение гражданско-правовых обязательств и разрешать споры. Ф. Вильямс приводит следующую цитату из рассуждений «одного известного российского аналитика»[21]:

Российский преступный мир… превратился в единственную силу, способную обеспечивать стабильность, предоставляющую помощь в «выбивании» долгов, гарантии выплаты процентов по банковским ссудам и разрешающую споры о правах на собственность честно и эффективно. По большому счёту, преступный мир взял на себя юридические и карательные функции государства.

- Организованные преступные группировки в России представляют собой «крайнюю форму капитализма», учитывающую лишь интересы, связанные с материальной выгодой, и игнорирующую такие социальные сдержки, как нормы закона и морали. Они являются «наиболее прогрессивными общественными силами бывшего Советского Союза», так как именно они являются движущей силой процесса первоначального накопления капитала и становления рыночной экономики.
- Организованная преступность в России — это временное явление, функционирующие в определённых условиях социально-экономической среды и обречённое на полное поглощение легальным бизнесом, как только эти условия отпадут. Специалист по экономической реформе в России Джим Лейцель так характеризует этот процесс: «Как только организованная преступность исполнит необходимые функции в экономике на определённых стадиях перемен в государстве, её сфера влияния под неизбежным давлением реформ немедленно сузится до „нормальных“ западных размеров»[22].

### Беспристрастная оценка
Фил Вильямс отмечает, что хотя обе описанные выше точки зрения содержат в себе зерно истины, имеются и недостатки. Пессимисты преувеличивают опасность российской организованной преступности, а оптимисты берут в рассмотрение лишь экономические аспекты деятельности, не принимая во внимание коррупционную и политическую активность организованных преступных формирований, направленную на поддержание такого состояния социально-экономической среды, которое позволило бы им осуществлять свою деятельность и далее. Безусловно, процессы становления организованной преступности в России являются социально и экономически детерминированными, но это не означает нормальности организованной преступности как общественного явления.

## Формирование преступного общества в России
Процесс становления криминального общества в России был достаточно протяжённым во времени и обуславливался как внутренними, так и внешними факторами.
Патрисия Роулинсон выделяет четыре стадии этого процесса, каждая из которых характеризуется своей спецификой взаимоотношений власти и криминала:
- Реактивная стадия, на которой власти и преступность находятся в активном противостоянии: сильная государственная власть не имеет необходимости идти на компромиссы с преступными формированиями.
- Стадия пассивной ассимиляции, которая характеризуется ослабеванием государственных институтов, в первую очередь экономических, и началом компромиссов с организованной преступностью, приводящих к появлению выгодных для властных структур институтов теневой экономики, умеренной коррупции и взяточничества.
- Стадия активной ассимиляции, на которой организованные преступные формирования проникают во властные структуры и обеспечивают себе возможность действовать параллельно с официальной властью. Государство в этот период утрачивает контроль над ранее осуществлявшимися процессами взаимодействия с преступностью, а преступные формирования оказывают крайне существенное влияние на экономику и политику.
- Проактивная стадия, наступление которой означает, что организованная преступность становится основной доминирующей силой в обществе, подчинив себе как государственные, так и общественные институты.

### Реактивная стадия
Основной формой организованной преступной деятельности вплоть до 1930-х годов в России был политический бандитизм, представленный в XVII—XVIII веках крестьянскими бандами под предводительством разбойничьих атаманов (Стенька Разин, Емельян Пугачев), а в XIX—начале XX века — группами, преследовавшими революционные, а позже — и контрреволюционные цели (большевистские, эсеровские банды, банды контрреволюционеров, такие как Петроградская вооружённая организация). Действующая власть всегда стремилась к их полному подавлению, иногда — весьма жестокими методами.
К началу 1930-х годов жёсткими репрессивными мерами была подавлена активность политических организованных преступных формирований. Сворачивание политики нэпа привело к фактическому исчезновению и экономических преступников, которые были приравнены к государственным и также подверглись репрессиям. Сформировался новый криминальный мир, в котором основной сплачивающей силой стала тенденция неполитического противодействия и неподчинения власти, элитой которого стали так называемые «воры в законе», которые называли себя хранителями криминальных традиций дореволюционной России.
Тогда же сформировалась субкультура преступного общества со своим языком («феня» или «блатная музыка»), кодексом поведения, обычаями и традициями, в число которых вошли полное неприятие общественных норм и правил, в том числе связанных с семьёй (вор в законе ни в коем случае не должен был иметь постоянных связей с женщинами) и не менее полный запрет на какое бы то ни было сотрудничество с государственными органами: как в форме участия в проводимых ими общественных мероприятиях, так и содействия судебно-следственным органам в расследовании преступлений.
В 1940-х годах эти традиции в конце концов привели к «началу конца» этого преступного общества: во время Великой Отечественной войны многие из преступников ответили согласием на предложение властей вступить в ряды Красной армии, чтобы защитить свою Родину от немецко-фашистской угрозы. После победы над нацистами они вернулись в лагеря, где между ними и «законниками», не отступившими от традиций преступной среды, началась так называемая «сучья война», в результате которой обе сто́роны понесли крайне значительные потери. Тяжёлое экономическое положение в послевоенном обществе привело к росту бандитизма и преступности в целом, в результате чего преступный мир пополнился свежей кровью, причём новые заключённые уже не считали нужным чтить старые преступные традиции, создавая свои кодексы поведения, не исключавшие взаимовыгодного сотрудничества с государством.

### Пассивная ассимиляция
Фактором, обусловившим вступление преступности в новую стадию, стала экономическая ситуация 1950-х — 1960-х годов, когда стали появляться первые признаки неспособности советской плановой экономики функционировать в заданных ей правовых рамках. Для обеспечения нужных экономических показателей стали использоваться такие методы, как блат (получение нужных товаров и услуг благодаря личным связям) и очковтирательство (заведомый обман), появилась нужда в так называемых толкачах — специалистах по заключению выгодных договоров и «выбиванию» дефицитных товаров, сырья и оборудования, стали обычными такие явления, как дефицит, «несуны» (практически всеобщее мелкое воровство) и спекуляция.
Первые признаки, говорящие о появлении организованной преступности как общественного явления, появились в середине 1960-х годов, когда ослабление контроля в хозяйственной сфере привело к появлению возможности для отдельных лиц («цеховиков») сосредотачивать у себя в руках крупные денежные суммы, вкладывая их в нелегальные производственные структуры; при этом традиционные преступники-профессионалы стали паразитировать на этих теневых предпринимателях, а позже — и оказывать им содействие в их деятельности, получая свою долю доходов и образуя таким образом симбиотическую преступную структуру.
В этот период возник своего рода симбиоз между политической элитой и криминальным миром: политическая элита использовала преступный мир для получения недоступных законным путём товаров и услуг, взамен предоставляя покровительство и защиту от правоохранительных органов; частично этот симбиоз был вскрыт в ходе кампании по борьбе с коррупцией, начатой Юрием Владимировичем Андроповым после его избрания генеральным секретарём ЦК КПСС, однако это была лишь вершина айсберга.

### Активная ассимиляция
Приход к власти Михаила Сергеевича Горбачёва совпал по времени с новым кризисом советской экономики. Для того, чтобы ускорить экономический рост путём повышения производительности труда, была развёрнута кампания борьбы с употреблением спиртных напитков, которая привела к бурному росту незаконного производства и продажи спиртного, обеспечив денежными средствами большое количество работавших в данной области «предпринимателей».
В конце 1980-х годов в период «перестройки» общественных отношений эти явления получили дальнейшее развитие в результате того, что предпринятые государством политические и экономические преобразования (в частности, законы о государственных предприятиях и о кооперативах) позволили легализовать и защитить преступные капиталы, использовать средства массовой информации и другие общественные структуры для защиты интересов организованных преступных формирований. Всему этому способствовало то, что в условиях экономического кризиса и постоянных реформ значительно уменьшилась эффективность деятельности правоохранительных органов, в результате чего значительная часть граждан стала обращаться к «теневым» источникам доходов. В начале 1990-х годов эти тенденции лишь усилились ввиду того, что открылись возможности для трансграничного взаимодействия, в том числе путём незаконного товарообмена и вывоза капитала за границу, были отработаны способы коррумпирования государственно-властных и общественных структур, продвижения преступностью своих лиц на государственные должности.
Организованная преступность этого периода в основном обеспечивала своё существование путём организованного рэкета; кроме того, она начала осваивать различные формы легальной, полулегальной и нелегальной экономической деятельности: гостиничный, игорный бизнес, проституцию, экспорт сырья и так далее. Тем не менее, в этот период преступность ещё не подчинила себе политические и общественные институты, оставаясь в уязвимом положении перед государственными органами.
Однако тенденции её развития были при этом отрицательными: свою роль здесь сыграл и один из тезисов программы экономических реформ, согласно которому, одним из основных источников ресурсов для реформы должна стать конверсия и легализация теневого капитала. Негативное влияние оказывала и деятельность иностранных государств (в первую очередь США), связанная с использованием преступных формирований для защиты своих интересов в Российской Федерации для формирования определённого общественно-политического строя. При этом «содействие» в борьбе с организованной преступностью выражалось в активизации деятельности спецслужб иностранных государств на территории России, в стремлении вывести решение судеб лидеров российских преступных формирований за пределы юрисдикции Российской Федерации.

### Проактивная стадия
Всё это привело к тому, что организованные преступные формирования, возглавлявшиеся «ворами в законе» в России конца XX века, действовали во всех регионах и сферах хозяйствования. Отмечается, что в России становление преступного общества происходило значительно более быстрыми темпами, чем в зарубежных странах: если в Италии на это потребовалось более 150 лет, то в России — 20-25 лет.
Специалистами было отмечено несколько негативных тенденций, связанных с формированием преступного общества.
Социальной нормой стало пассивное реагирование на совершающиеся преступления, отсутствие как непосредственного противодействия антиобщественной деятельности со стороны свидетелей преступных деяний, так и обращений в правоохранительные органы. Зачастую друзья, родственники и члены семьи преступников не находят ничего необычного в их способе зарабатывать себе средства к существованию, считают этот вид деятельности своего рода «работой».
Достаточно большая часть граждан оказалась вовлечённой в экономические и социальные связи с членами организованных преступных формирований. На вопрос, заданный в ходе исследований, проводившихся в Москве в 1998—1999 гг., — «Лично Вы или Ваши родные, знакомые ощущаете каким-то образом проблему организованной преступности?», 30 % опрошенных предпринимателей и 12 % иных москвичей отвечали, что были потерпевшими или свидетелями организованных преступлений, 30 % и 8 % — что знают организованные группировки, совершающие преступления; знают людей, входящих в преступные группировки — 44 % и 16 %, наблюдают преступную деятельность таких группировок — 13 % и 3 %; прямо написали, что не пользуются услугами таких группировок, 11 % предпринимателей; такое же количество указало, что член семьи или знакомый сотрудничает с такой группировкой, получая приличные доходы.
Распространились случаи внесудебной расправы потерпевших от преступлений над своими обидчиками (как самостоятельной, так и с привлечением третьих лиц, в том числе на возмездной основе), обращения к криминальным способам разрешения социальных и экономических конфликтов: в ходе опросов о личной физической расправе с преступником в течение последнего года сообщили от 9 до 34 % опрошенных в разных городах России, 24 % московских предпринимателей; из 200 опрошенных заключённых 7 % указали на неверие в возможность государственной правоохранительной системы защитить их интересы как на основную причину совершения преступления.
Организованная преступность в 1990-х годах политизировалась. Организованные преступные формирования стремились «продвинуть» своих доверенных лиц на государственные должности различной степени важности: так, в период избирательной кампании осенью 1999 года было выявлено несколько сотен случаев, когда преступные сообщества выдвигали собственных кандидатов, оказывали финансовую и организационную поддержку политическим партиям и движениям. Там, где не удавалось напрямую продвинуть своих людей на государственные посты, организованная преступность достигала своих целей коррумпированием государственных и иных служащих, в том числе путём выплаты им регулярного содержания без конкретизации услуг, которые могут от них потребоваться.
Происходило слияние правомерных и преступных капиталов. В принятом в марте 1998 года Постановлении Государственной думы «О преодолении кризиса в экономике Российской Федерации и о стратегии экономической безопасности государства» отмечалось, что преступными группировками контролируется до 40 % предприятий, основанных на частной форме собственности, 60 % государственных предприятий и до 85 % банков. В целом к началу XXI века организованная преступность стала строиться по так называемой олигархической модели, стремящейся к максимальной степени легализации: вооружённые подразделения преступных организаций получали правовое оформление как детективно-охранные агентства, денежные средства хранились в подконтрольных преступным организациям банках, а их источником становились «крышевые» подконтрольные предприятия.

## Детерминанты организованной преступности в России
А. И. Долгова называет следующие основные причины и условия, создавшие возможность для действия механизмов криминализации общества и эскалации организованной преступности в современной России:
- Рыночные преобразования, которые проводились в экстренном и форсированном порядке, были основаны на принятом некритично положении о самодостаточности рынка как регулятора общественных отношений. В результате этого становление механизмов свободной конкуренции не сопровождалось введением системы экономических и социальных сдержек и противовесов (в том числе в сфере образования, здравоохранения, обеспечения безопасности, социальной защиты граждан), обеспечивающих нормальное функционирование рыночной экономики в современных развитых странах.
- Игнорирование социальной составляющей преобразований в обществе, приведшее к распаду традиционных нравственных ценностей и отсутствию насаждаемых легалистским обществом новых ценностных установок, в результате чего значительное влияние на процессы формирования подрастающего поколения стала оказывать преступная среда.
- Отношение власти к народу как к объекту, а не субъекту воздействия, в результате чего не были предсказаны и вовремя скорректированы тенденции преступного реагирования на изменения привычного образа жизни.
- Недооценка способностей преступности воздействовать на общественные отношения, изменять структуру общества, обусловившая непродуманность и недостаточную эффективность мер борьбы с ней.
- Сознательное непринятие мер к недопущению формирования преступных капиталов, обеспечение им финансовой неприкосновенности, что дало возможность преступным формированиям выйти на политическую и международную арены.

Отмечается также, что на становление организованной преступности оказала влияние слабость правоохранительной системы государства, вызванная недостатками законодательной основы деятельности правоохранительных органов, слабостью их материальной базы и недостаточной подготовленностью для борьбы со сложными экономическими преступлениями.

## Участники российских преступных формирований
В России начала XXI века большинство участников преступных сообществ является представителями одной из следующих социальных групп:
- Бывшие «теневики» — лица, занимавшиеся незаконной экономической деятельностью в советский период, имеющие большой опыт в производстве незаконных хозяйственных операций.
- Бывшие комсомольские и партийные работники, которые не заняли новых постов в системе государственной власти, но сохранили связи с государственными органами и чиновниками.
- Бывшие и действующие работники правоохранительных органов (т. н. «оборотни в погонах»).
- «Новые русские» — молодые бизнесмены, приобретшие богатство в период экономических реформ.
- Бывшие спортсмены и военнослужащие, которых на преступный путь толкнуло отсутствие иной специальности и, следовательно, возможности законным путём зарабатывать деньги.
- Профессиональные преступники, рецидивисты, криминальные авторитеты, «воры в законе».

Исходя из основной преступной специализации, В. С. Овчинский выделяет пять групп участников преступных формирований:
- «Лжепредприниматели», которые под видом законной предпринимательской деятельности осуществляют финансовые аферы (незаконное получение кредита, фиктивные банкротства, операции с фальшивыми авизо и другими документами), занимаются операциями по незаконной приватизации государственного имущества, присвоению целевых бюджетных средств, спекуляцией недвижимостью и природными ресурсами.
- «Гангстеры», занимающиеся рэкетом, бандитизмом, хищениями, другими «классическими» видами противоправной деятельности: наркобизнес, игорный бизнес, проституция. В процессе становления российской организованной преступности эта группа сначала использовала предыдущую как объект для извлечения преступных доходов, но позже стала выступать в сотрудничестве с деятелями теневой экономики, выступая в роли подконтрольных им силовых структур.
- «Расхитители» или «госворы», появившиеся ещё в период «застоя» и сконцентирировавшие в период реформ свою деятельность на сделках купли-продажи государственного имущества, сырья, металлов, леса, а также на незаконных валютных операциях.
- «Коррупционеры» — государственные должностные лица, участвующие в операциях, связанных с присвоением государственного имущества, оказывающие иные незаконные услуги преступным формированиям, обеспечивающие недоступность преступников для органов уголовного преследования и получающие за это долю преступных доходов.
- «Координаторы» («преступные авторитеты», «воры в законе»), организующие деятельность всех перечисленных выше субъектов, обеспечивающие её системность. В их функции входит также контроль за финансированием преступных операций из общих денежных средств преступных формирований («общака»). В качестве идеологической основы деятельности координаторов могут использоваться как традиционно существующие в России обычаи уголовной среды, так и принципы построения зарубежных преступных организаций.

Гай Данн выделяет следующие группы участников преступных формирований, исходя из выполняемой ими роли:
- Лидеры, которые руководят организацией и обеспечивают её успешную деятельность путём использования личных связей в бизнесе и органах власти.
- Заместители лидеров по разным направлениям, обеспечивающие планирование операций, финансовое планирование, «смотрящие» по различным направлениям деятельности организации.
- Главари отдельных групп и подразделений преступной организации (банд, пунктов торговли краденым, подконтрольных преступному формированию банков и фирм).
- "Солдаты" — непосредственные исполнители преступных и иных деяний.

Общим психологическим качеством для всех этих групп является стремление к наживе, «большим деньгам» как основная жизненная мотивация, для них характерны такие качества, как цинизм и жестокость; алчность и честолюбие (для лидеров), скрытность, двуличие, приспособленчество и равнодушие (для рядовых участников).

## Основные преступные группировки

### Воры в законе
Воры в законе — это специфическое для России и стран СНГ преступное объединение, не имеющее аналогов в мировой криминальной практике, образовавшееся в 1930-х годах и характеризующееся наличием жёсткого кодекса криминальных традиций, а также исключительным уровнем закрытости и конспиративности.
Традиционно вором в законе может считаться лишь человек, имеющий судимости, достаточный авторитет в преступной среде, в отношении которого выполнена формальная процедура принятия в сообщество, однако в последнее время стали известны случаи получения этого титула людьми, не отбывавшими наказания, в том числе за деньги.
В отличие от многих других криминальных сообществ, эта организация не имеет чёткого ядра, постоянно функционирующих отделений; её верхушка действует на основах полного равенства участников, объединённых рамками «блатных» традиций; органом управления данного сообщества является «сходка», принимающая организационные решения, в том числе в форме письменных обращений к преступному миру («ксивы», «малявы»). Воры в законе стремятся к установлению контроля над осуждёнными, отбывающими наказание в исправительных учреждениях, как обращениями, так и подкупом или угрозами.
Особую опасность представляют те «воры в законе», которые контролируют экономическую преступность и пользуются влиянием на политические процессы (таких в России 10—15 человек).